# La Nuit du hibou

La Nuit du hibou est un court métrage français réalisé par François Dupeyron et sorti en 1984.
Il a remporté le César du meilleur court métrage documentaire en 1985.

## Synopsis
Le film, tourné image par image, montre une analogie entre monde végétal et monde animal.

## Fiche technique
- Réalisation : François Dupeyron
- Image : François Dupeyron, Paul de Roubaix, Pierre Peylet
- Montage : Dominique Faysse, François Dupeyron
- Musique originale : Kent Carter
- Type : 16 mm
- Production / Diffusion : Les Films du Centaure
- Durée : 10 minutes[1].
- Date de sortie : 1985

## Distinctions
- 1985 : César du meilleur court métrage documentaire[2]